# Peu de llop
|  | No s'ha de confondre amb Pet de llop. |

El peu de llop (Lycopus europaeus del grec lýkos, llop i podos, peus, planta pilosa que la seva forma recorda un peu de llop) és una planta de la família de les labiades present a bona part d'Europa i Àsia en zones humides. Les plantes del seu gènere són herbàcies i tenen flors blanques que creixen a les axil·les de les fulles. Es troba a la major part de Catalunya on es reuneixen les condicions adequades. En català també es coneix pels noms de malrubí d'aigua, cànem d'aigua, malrubí aquàtic, malrubí de font, peu de llop d'aigua, peu de llop d'Europa, o peus de llop.

## Descripció morfològica
Planta herbàcia perenne amb arrels rizomatoses. Els rizomes reptants arrelen i en surten noves tiges. Les tiges 21-92 cm són erectes, simples o dividides, de secció quadrangular amb un solc longitudinal en el centre d'ambdues cares. Amb teixit interior esponjós i cantells arrodonits que sobresurten, de vegades acolorits, de glabres a dispersament pelosos, amb pèls fins, retorçats, aplicats, els entrenusos inferiors curts, molt pelosos.
Les fulles són oposades, de tija curta o sense tija, amb el limbe ovat o lanceolat irregularment, acabades en punta, sent les de la base dividides freqüentment. Mesuren 21-110 x 8-36 mm, disminuint de mida progressivament cap a dalt, lanceolades, el·líptiques o ovades, agudes, peciolades les de baix, en general àmpliament dentades, altres vegades profundament dentades o pinnatífides, pinnatisectes les de la base, sobretot en exemplars de llocs molt embassats, amb dents de vegades molt agudes amb nerviació marcada pel revés, de glabres a dispersament peloses pel feix i peloses als nervis pel revés, amb fes de color verd més fosc que el revés.
Flors en verticil·lastres densos, aglomerats, sèssils, 1-1,8 cm de diàmetre, amb nombroses flors sèssils, per sobre de les fulles florals que sobresurten notablement d'aquests, amb els entrenusos sempre visibles; bractèoles 3-6 mm, de linears a lanceolades, de vegades més amples per baix, molt agudes, ciliades. Calze 3-3,5 mm, obert, acampanat, pelós, amb glàndules esferoïdals; dents c. 2 mm, subiguals, més llargues que el tub, que acaben en espines fràgils de color de palla, molt curtament ciliats. Corol·la 3-4 mm, amb 4 curts lòbuls, subiguals, un una mica més gran, color crema amb taques púrpures molt marcades. Dos estams exserts, amb anteres arquejades quan són madures, freqüentment violàcies. Ovari dividit en quatre parts, d'un sol estil, estigmes de dos lòbuls, bífids.
Forma vital (de Raunkjaer): helòfit-hemicriptòfit

## Fruit
El fruit és esquizocarps amb mericarps lleugerament aplanats, groguencs - marronosos. Núcules 1,3-1,5 x 1,1 mm, aplanades per un costat, que sol ser de color clar, giboses per l'altre, pelós, amb glàndules esferoïdals i substàncies enganxoses, amb l'extrem arrodonit marcat entre els dos a manera de flotador. De pol·linització entomòfila, el temps de floració és a l'estiu (juliol – agost). Conté un pigment negre usat per a tenyir llanes i teles

## Hàbitat
Rieres, aiguamoixos, vores de rius, basses, canyers i zones humides sobre qualsevol substrat; de 0 a 1100 m